# Église Saint-Pierre de Grainville-sur-Odon
Pour les articles homonymes, voir Église Saint-Pierre.
L'église Saint-Pierre est une église catholique située à Grainville-sur-Odon, en France.

## Localisation
L'église est située dans le département français du Calvados, sur le territoire de la commune de Grainville-sur-Odon.

## Historique
Selon Arcisse de Caumont dans son étude Statistique monumentale du Calvados, tome 1, page 208, l'église est de trois époques. La partie la plus ancienne est la nef. Elle date vraisemblablement de la fin du XIe siècle ou du commencement du XIIe siècle…. Le chœur paraît du XIVe siècle, quoiqu'il soit difficile de se prononcer d'une manière précise. La tour latérale au nord,… présente des détails de sculpture qui annoncent tout-à-fait la fin du XVe siècle.
L'édifice est classé au titre des monuments historiques depuis le 20 juin 1910.

## Architecture
L'église est en forme de croix latine sans bas-côtés. La tour-clocher carrée fait office de bras de transept nord contenant l'autel et le retable secondaires. La tour comporte à l'est et au nord deux grandes fenêtres à remplages flamboyants.
Il n'y a plus de maître-autel au mur oriental. Depuis le concile Vatican II en 1965, ces autels dos au peuple ne sont plus utilisés. Ils ont été remplacés par des autels plus simples dits face au peuple situés généralement un peu plus au milieu du chœur.
L'autel et le retable secondaire ainsi que les lambris (XVIIIe-XIXe siècles) situés au rez-de-chaussée de la tour sont inscrits au titre d'objets depuis1985.

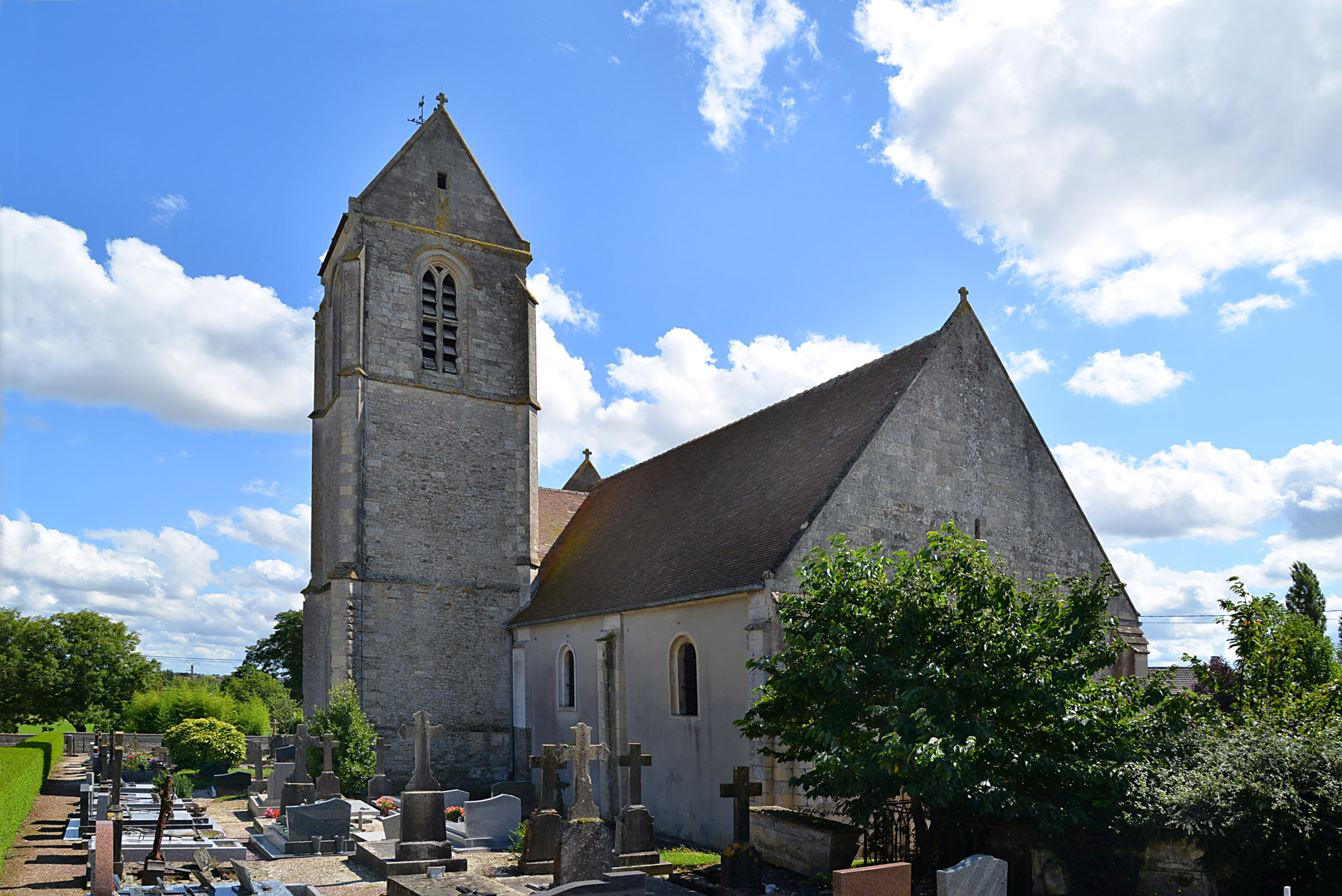
L'église. Vue nord-ouest.
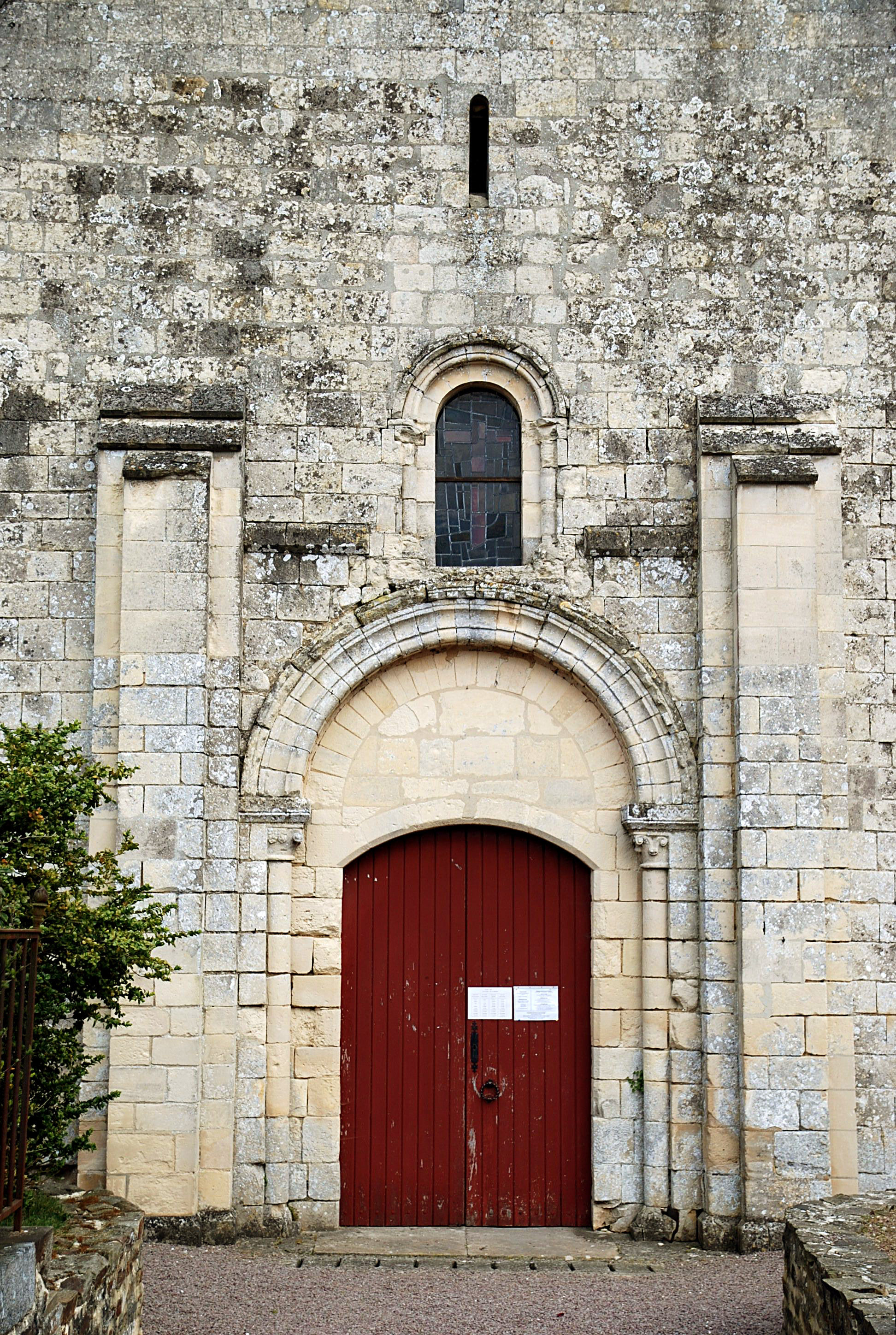
Le portail occidental.
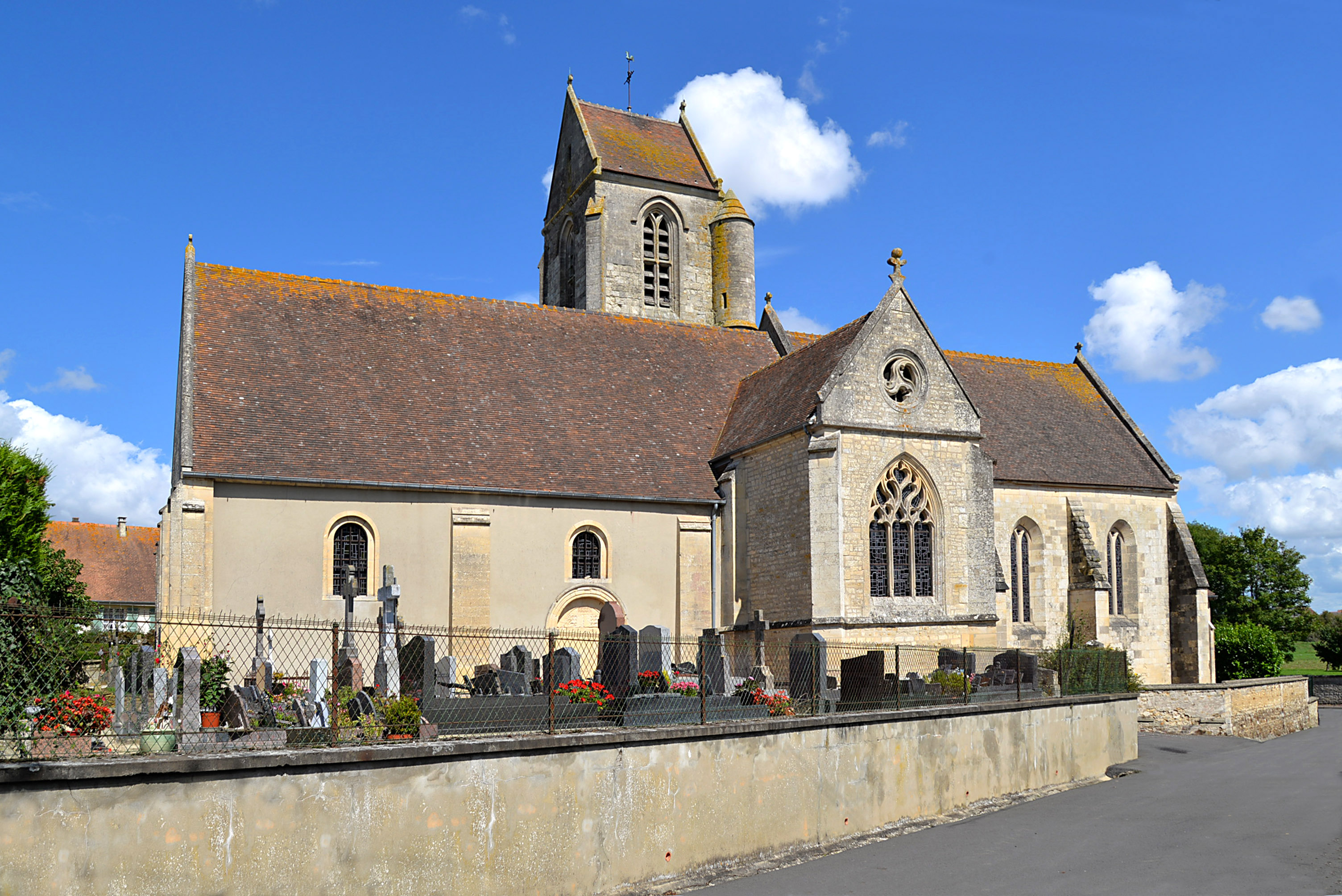
L'église. Vue sud.
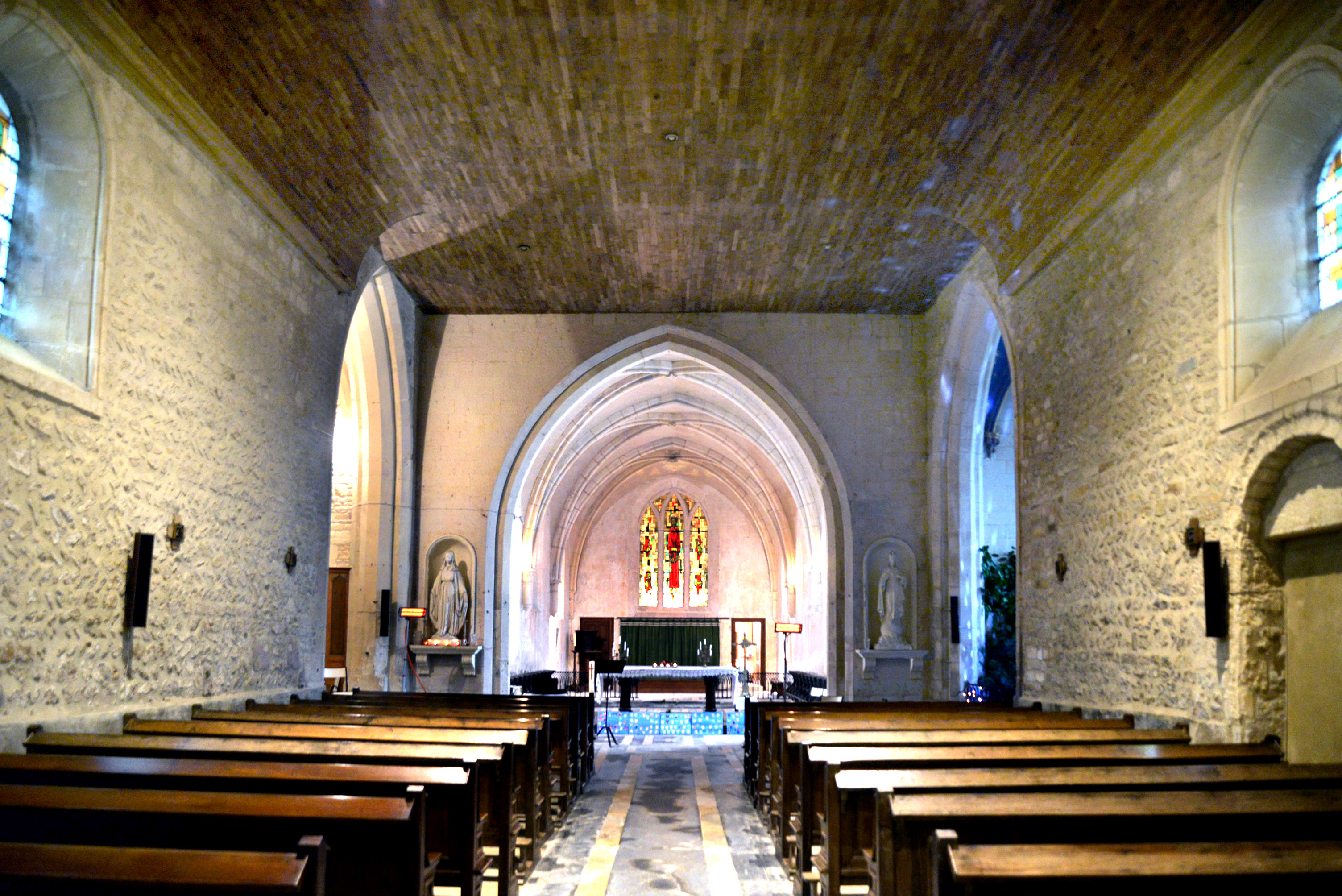
La nef.
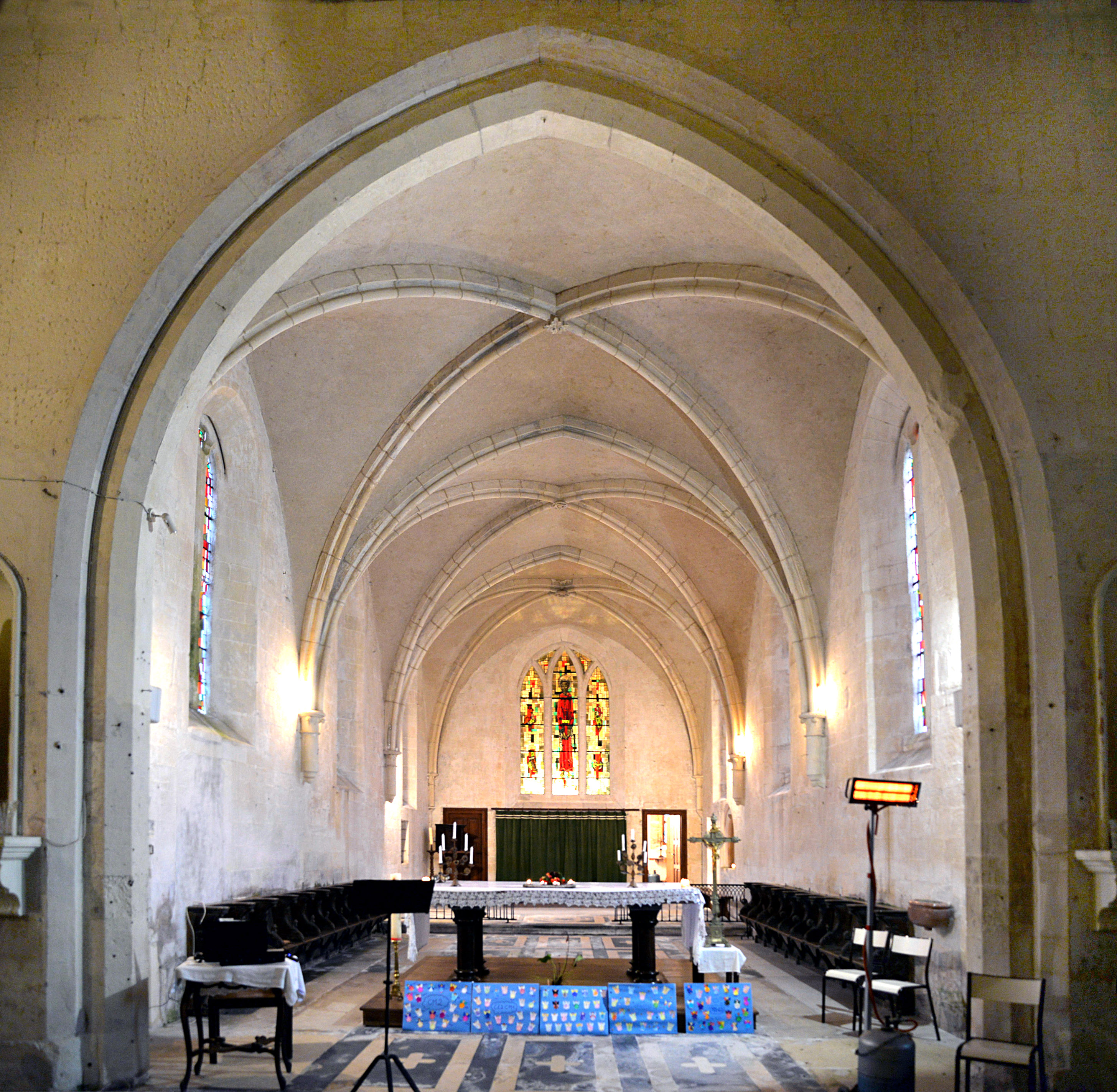
Le chœur.
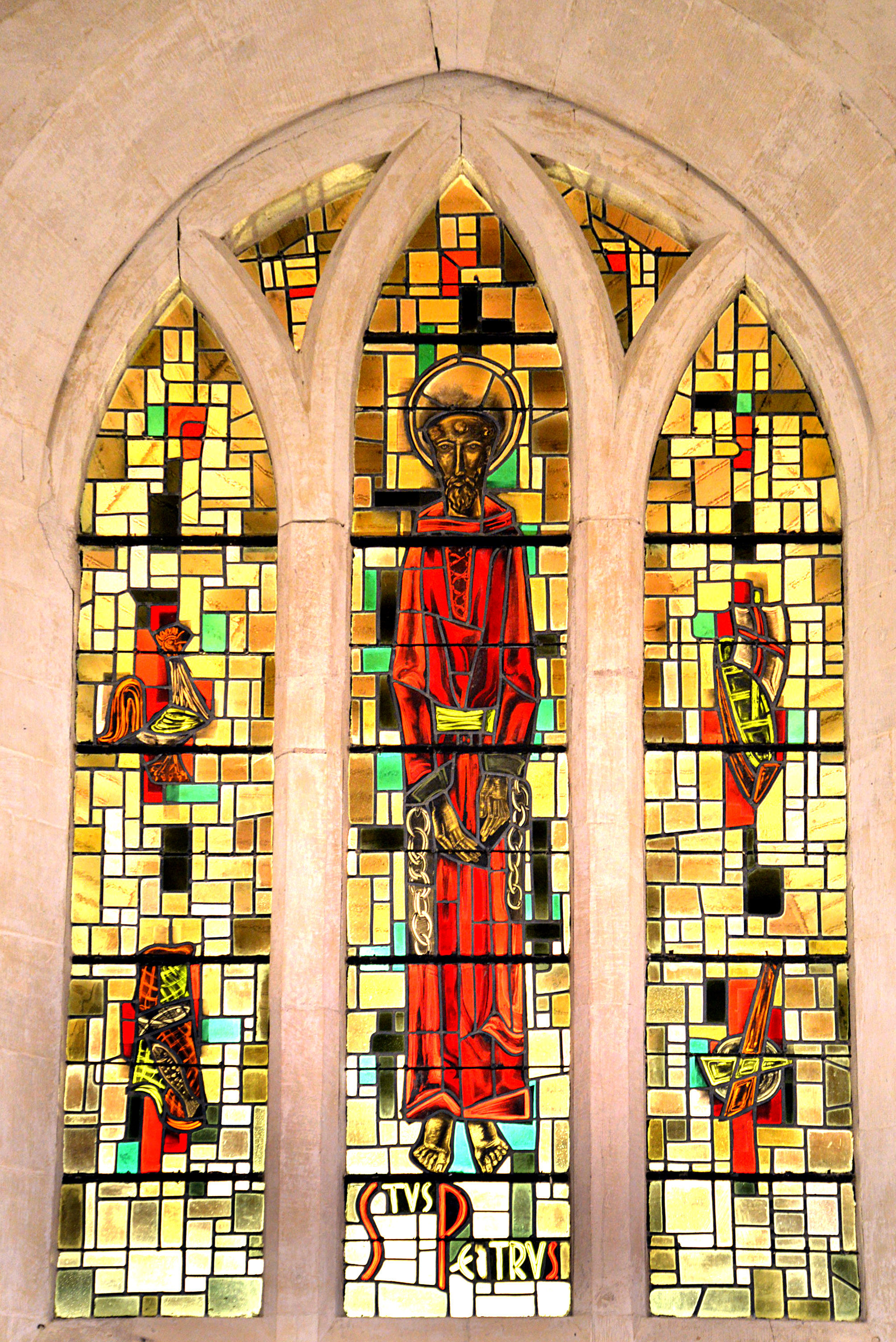
Les vitraux du chevet.
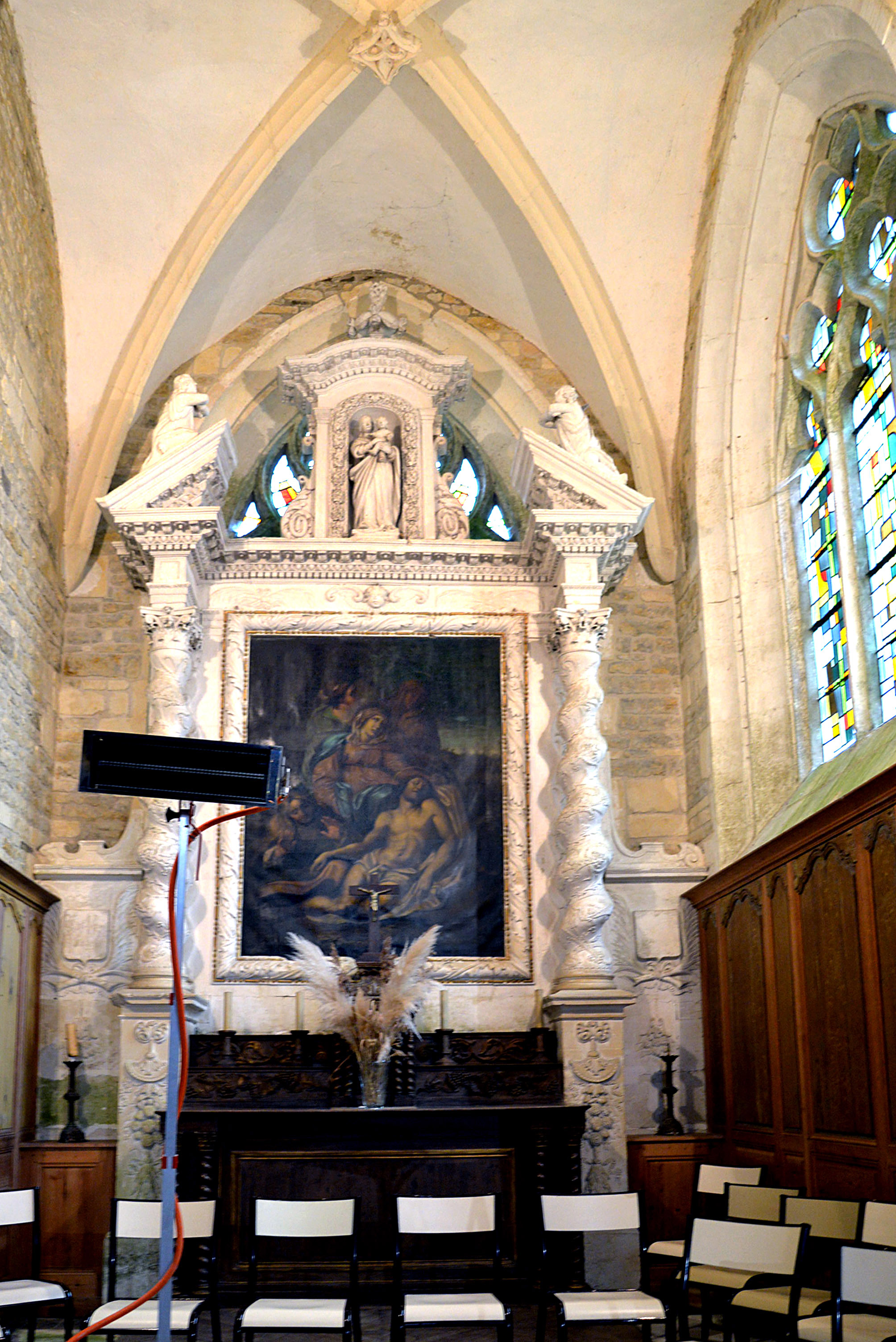
L'autel et le retable secondaire nord.
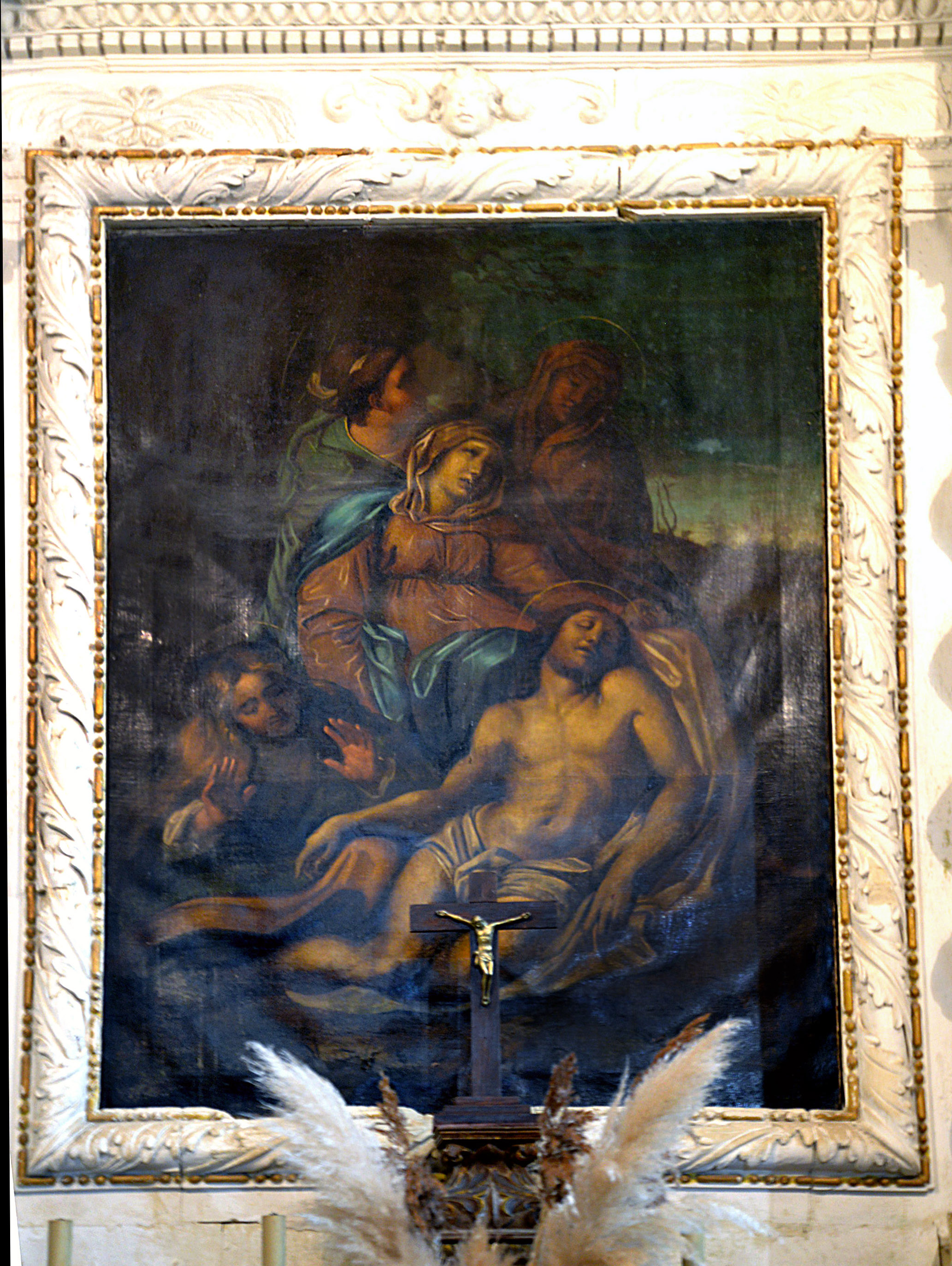
Le tableau central du retable secondaire nord.